# Einar Ingelström
Einar Andreas Ingelström, född 3 juni 1894 i Österhaninge, Stockholms län, död 3 juli 1983 i Solna, var en svensk botanist och författare. Han växte upp i Österhaninge och Stockholm och var son till folkskollärare Anders Ingelström och Matilda Vilhelmina Johansson.
Einar Ingelström var assistent vid statens växtskyddsanstalt i Stockholm. Han gav ut böcker om svampar samt handledningslitteratur i kampen mot skadegörare i trädgården. Han författade också skrifter som gavs ut av statens växtskyddsanstalt.
Han var gift 1928–1944 med Maine Konstantia Kristina Ingelström (1898–1985) och från 1945 med Kerstin Maria Ingelström (1917–2006). Han hade barn i båda äktenskapen. Einar Ingelström är begravd på Skogskyrkogården i Stockholm.